# Electronovision
Electronovision est un dispositif de conversion d'image vidéo en noir et blanc à Haute Définition 819 lignes vers un support pellicule cinématographique destiné à la projection publique créé au début des années 1960. Ce dispositif a permis la production cinématographique de programmes, films et spectacles durant les années 1960 et 1970, principalement aux États-Unis.

## Historique et caractéristiques
Durant les années 1964 et 1965, une compagnie américaine met sur pied un processus de production de films baptisé Electronovision qui repose sur l'utilisation de caméras 819 lignes et de magnétoscopes à la même résolution norme E, pour l'enregistrement des scènes et le montage. Le résultat est ensuite transféré sur film par un dispositif kinescope, caméra cinéma filmant un écran à haute définition. Le système vise alors à réduire les coûts et les délais traditionnellement associés à l'activité de distribution et projection de films à une large échelle, du fait de l'emploi exclusif du film argentique dans les salles de projection. 
Une demi-douzaine de productions sont réalisées, dont les plus notables sont la pièce de théâtre Hamlet (film, 1964, Colleran-Gielgud), le film Harlow (film, 1965) ou encore le légendaire concert « The TAMI show » avec notamment The Beach Boys, Chuck Berry, James Brown and his Famous Flames, Marvin Gaye, The Miracles, The Rolling Stones, Diana Ross & The Supremes.  filmés ainsi que plusieurs longs métrages plus conventionnels (Harlow).
Avec l'émergence de la couleur, le procédé est progressivement abandonné. Toutefois, certains enregistrements vidéos d'origine sont transférés, restaurés puis numérisés pour les supports vidéo numériques tels que DVD et disques BluRay.